# 尿道炎
尿道炎（にょうどうえん、英: Urethritis）は尿道の炎症である。 最も一般的な症状としては、排尿痛や排尿困難、尿道からの分泌物などが見られる。通常、細菌感染によって引き起こされる般的な疾患である。この細菌感染は性交渉や不衛生な道具を用いた自慰によって感染することが多いが、特発性の場合もある。尿道炎は無症状である場合がある。

## 症状・徴候
尿道炎の症状はその原因によって異なる。感染性の尿道炎では感染後数週間から数ヶ月で症状が出現する。非感染性の尿道炎では通常数日後に症状が現れる。一般的な症状には、排尿痛、持続的な尿意、瘙痒感、尿道分泌物などがある。その他の症状は性別によって異なる。男性は血尿や血精液症、陰茎の瘙痒感・圧痛・腫脹、鼠径部のリンパ節腫大、および/または性交時または射精時の痛みを経験する場合がある。女性は腹痛、骨盤痛、性交時痛、または膣分泌物を経験することがある。非淋菌性尿道炎は通常、女性に顕著な症状を示さないが、感染が生殖器系の一部に広がることがある。

### 合併症
淋菌性尿道炎に伴う重篤な、しかし稀な合併症には、陰茎浮腫、尿道周囲組織膿瘍、瘢痕化等の尿道狭窄、陰茎リンパ管炎などがある。 非淋菌性尿道炎の場合は合併症として、男性では精巣上体炎、反応性関節炎、結膜炎、皮膚病変、分泌物が生じ、女性では骨盤内炎症性疾患、慢性骨盤痛、膣炎、粘液膿性子宮頸管炎、流産が引き起こされることがある。

## 原因
感染性尿道炎は淋菌により引き起こされる淋菌性尿道炎とクラミジア・トラコマチスにより引き起こされる非淋菌性尿道炎（Non-gonococcal urethritis; NGU）に分類される。NGUはルーチン検査症例の20-50％を占める。非特異的尿道炎（Nonspecific urethritis; NSU）とも呼ばれるNGUには、感染性の原因と非感染性の原因がある。
その他の原因として次のようなものが知られている：
- マイコプラズマ・ゲニタリウム[11]：2番目に多い原因で[12]非淋菌性尿道炎の15～20％を占める。

- 腟トリコモナス（英語版）[13]：米国では症例の2～13％を占める。多くの症例では無症候性である[14]。
- アデノウイルス
- 尿路病原性大腸菌（UPEC）
- 単純ヘルペスウイルス
- サイトメガロウイルス
- 反応性関節炎（英語版）：尿道炎は関節炎、結膜炎と共に反応性関節炎の三徴候の一つである[15]。
- ウレアプラズマ
- メチシリン耐性黄色ブドウ球菌（MRSA）[16]
- β溶血性レンサ球菌（英語版）[17]
- 免疫抑制中の患者における真菌感染[14]
- 閉経[1]

感染症以外の尿道炎の原因としては下記のようなものが考えられる[要出典医学]：
- 尿道カテーテルの挿入、留置
- 間欠的自己導尿
- 経尿道的手術、検査
- 尿路結石
- 外傷
- 運動、衣服による締め付け、石鹸などによる性器周囲への刺激[1]

## 診断
尿道炎の診断は通常、患者の病歴聴取と身体所見の診察による。
女性の場合、尿検査、血液検査、膣培養、膀胱鏡検査、核酸検査などが行われる他、尿道からの分泌物、下腹部や尿道の圧痛の有無が確認される。
男性の場合、以下の少なくとも1項目により診断される：診察時の粘液膿性尿道分泌物または膿性尿道分泌物、尿道スワブのグラム染色による油浸野あたり2個以上の白血球、白血球エステラーゼ陽性、初尿の高倍率視野あたり10個以上の白血球。尿道炎の基準を満たした男性は、クラミジア・トラコマチスと淋菌の核酸増幅検査を受けて原因菌を特定するのが一般的であり、更に腹部、膀胱領域、陰茎、陰嚢の検査を受診する。直腸痛が報告されている場合または高齢の場合は、それに加えて直腸指診検査が行われることもある。

## 予防
一次予防にあっては、尿道炎発症の危険因子を減らすことが肝要である。危険因子には、(特に無防備な) 性交、窮屈な衣服等による性器への刺激、運動、石鹸・ローション・殺精子剤等の刺激物の接触が挙げられるが、これらに限られない。
淋菌性尿道炎および非淋菌性尿道炎は、以下の方法で予防できる：
- 性的禁欲
- コンドーム等のバリア型避妊具
- 曝露前ワクチン接種：HPVワクチンおよびB型肝炎ワクチン
- 性交渉相手人数の減少[21]

クロルヘキシジンは、グラム陽性菌やグラム陰性菌の細菌に幅広く有効な抗菌剤である。0.12％クロルヘキシジン溶液15mLまたは0.2％クロルヘキシジン溶液10mLで30秒間口をすすぐと、使用後7時間以内に唾液中の細菌数が大幅にかつ長時間減少した。2010年のある実験では、性交渉前のクロルヘキシジン洗浄が特に男性においてオーラルセックス後に尿道に侵入する細菌による非淋菌性尿道炎の予防に有用である可能性が示された。しかし、この仮説を検証するための実臨床研究はまだ行われていない。

## 治療
淋菌感染症や非淋菌感染症の治療には、一般的に抗菌薬が選択される。米国疾病予防管理センター（CDC）は2015年に、作用機序の異なる2種類の抗菌薬を用いる二剤併用療法が尿道炎の効果的な治療戦略であり、抗生物質耐性を遅らせる可能性もあることを示唆している。
尿道炎の原因菌に応じて様々な医薬品が用いられる：
- 淋菌性尿道炎 (N. gonorrhoeaeによる)： セフトリアキソン250mgの筋肉内投与とアジスロマイシン1gの経口投与の同時使用が推奨される[23]。セフトリアキソンが入手できない場合は、セフィキシム400mgの経口単回投与で代替できる。
- 非淋菌性尿道炎 (Chlamydia trachomatisによる)： アジスロマイシン1gを単回経口投与するか、ドキシサイクリン100mgを1日2回7日間経口投与することが推奨されている[11]。
  - 上記の選択肢が利用できない場合は、下記の方法で代替できる[11]：
    - エリスロマイシン 500mg1日4回7日間経口投与
    - エリスロマイシンエチルコハク酸エステル 800mg1日4回7日間経口投与
    - レボフロキサシン 500mg1日1回7日間経口投与
    - オフロキサシン 300mg1日2回7日間経口投与

投薬以外の管理としては会陰部の適切な衛生管理に注目すべきである。これには膣デオドラントスプレーの使用回避、排尿および排便後の適切な清拭が含まれる。性交渉は治療終了後少なくとも7日間（症状がある場合は症状が消失するまで）は避けるべきである。 過去および現在の性的パートナーも診察し治療する必要がある。
症状が持続または再発する患者では、非急性尿道炎の可能性を考慮する。標準的な定義はないが、持続性尿道炎（persistent urethritis）は、初回治療後1週間以内に改善しなかった尿道炎と定義される。また再発性尿道炎（recurrent urethritis）は、以前の非淋菌性尿道炎のエピソードから6週間以内に再び出現した尿道炎と定義される。再発した症状が尿道炎の顕微鏡的検査によって裏付けられている場合は再治療すべきである。以下の治療推奨は、再発性または持続性の非淋菌性尿道炎に対する臨床経験、専門家の意見、ガイドラインに基づく限定的なものである：
- 初回治療としてドキシサイクリンが処方された場合は、アジスロマイシン 500mgまたは1gを初日に投与し、その後アジスロマイシン 250mgを1日1回4日間投与し、メトロニダゾール 400～500mgを1日2回5日間投与する。
- 初回治療としてアジスロマイシンが処方された場合は、ドキシサイクリン 100mgを1日2回7日間投与し、メトロニダゾール 400～500mgを1日2回5～7日間投与する。
- マクロライド耐性のマイコプラズマ・ゲニタリウム感染症が証明された場合、モキシフロキサシン 400mgを1日1回7～14日間経口投与する[9]。

このような患者に対する適切な治療には、初期治療後も症状が持続する場合、さらに泌尿器科医への紹介が必要となる場合がある。

## 発生率
尿道炎は、男性に見られる最も一般的な性感染症の一つである。主な病原体は淋菌とクラミジアである。保健機関は尿道炎の割合をその病因に基づいて分類している。
淋病の推定世界有病率は女性で0.9％、男性で0.7％である。2016年には推定8,700万人が新たに淋菌に感染した。淋病の有病率は低所得国が最も高い。淋病は女性よりも男性に多くみられ、感染率は青年や若年成人で高い。
非淋菌性尿道炎の最も一般的な原因であるクラミジアの推定世界有病率は、女性で3.8％、男性で2.7％である。2016年に新たに発生したクラミジア感染例は推定1億2700万件である。クラミジアの有病率は高中所得国が最も高い。クラミジアの有病率は女性の方が男性の約2倍高い。また、思春期や若年成人の割合も高い。